# Cameron Sutton
Cameron Amir Sutton (Jonesboro, 27 febbraio 1995) è un giocatore di football americano statunitense che milita nel ruolo di cornerback per i Pittsburgh Steelers della National Football League (NFL).

## Carriera

### Pittsburgh Steelers

#### Stagione 2017
Sutton fu scelto dai Pittsburgh Steelers nel corso del terzo giro (94º assoluto) del Draft NFL 2017. Gli Steelers scelsero anche il suo compagno a Tennessee, il quarterback Joshua Dobbs.
Iniziò il training camp competendo con William Gay, Coty Sensabaugh e Mike Hilton per il ruolo di cornerback di riserva. Il 4 settembre 2017 fu inserito in lista infortunati dopo avere riaggravato un problema a un tendine del ginocchio nell’ultima gara di pre-stagione contro i Carolina Panthers.
Il 31 ottobre Sutton tornò ad allenarsi. Il 21 novembre tornò nel roster attivo. Il 4 dicembre debuttò nella stagione regolare sostituendo Coty Sensabaugh come cornerback sinistro nel secondo tempo contro i Cincinnati Bengals. Sensabaugh era stato sostituito perché aveva concesso al ricevitore dei Bengals' receiver A. J. Green 7 ricezioni per 77 yard e 2 touchdown nel primo tempo. Sutton non fece più ricevere a Green alcun passaggio e ne deviò uno, contribuendo a fare rimontare agli Steelers uno svantaggio di 17 punti e a vincere 23–20. Nella settimana 14 mise a segno due tackle solitari nella vittoria per 39–38 sui Baltimore Ravens. Il 17 dicembre disputò la sua prima gara come titolare al posto dell’infortunato Joe Haden, facendo registrare 3 placcaggi nella sconfitta per 27–24 contro i New England Patriots. Haden tornò la settimana successiva e Sutton tornò al ruolo di riserva nelle ultime due gare. La sua prima stagione si chiuse con 5 tackle e un passaggio deviato.

#### Stagione 2018
Nel primo turno contro i rivali di division di Cleveland, Sutton mise a segno il suo primo intercetto su passaggio del quarterback Tyrod Taylor. Nella settimana 5 contro Atlanta ebbe un massimo stagionale di 5 placcaggi nella vittoria per 41-1. Una settimana dopo contro Cincinnati ebbe 5 tackle e un passaggio deviato nella vittoria per Steelers 28–21. In seguito i suoi snap giocati diminuirono fino alla settimana 13 nella vittoria sui New England Patriots, futuri vincitori del Super Bowl.

#### Stagione 2019
Sutton ebbe una partenza lenta nei primi quattro turni. Nella settimana 6 in prima serata contro i Los Angeles Chargers, intercettò un passaggio di Philip Rivers e lo ritornò per 26 yard, assicurando la vittoria alla sua squadra. Chiuse la partita con un placcaggio, un intercetto e tre passaggi, la sua miglior prestazione della stagione. Nella partita della settimana 10 contro i Brows, Sutton ritornò il suo primo punt della stagione per 8 yard. La squadra chiuse l’annata con un record di 8-8, mancando i playoff per il secondo anno consecutivo.

#### Stagione 2020
Nella settimana 6 contro i Browns, Sutton intercettò un passaggio di Baker Mayfield nella vittoria per 38–7.

#### Stagione 2021
Il 20 marzo 2021 Sutton firmò un nuovo contratto biennale del valore di 9 milioni di dollari.

### Detroit Lions
Il 16 marzo 2023 Sutton firmò un contratto triennale da 33 milioni di dollari con i Detroit Lions.

### Ritorno agli Steelers
Il 5 giugno 2024 Sutton firmò un contratto di un anno per fare ritorno ai Pittsburgh Steelers. L'8 luglio fu sospeso per otto partite per avere fallito un test antidoping.